# Masahiko Inoha
Masahiko Inoha (født 28. august 1985) er en japansk fodboldspiller.

## Japans fodboldlandshold
| Japans landshold | Japans landshold | Japans landshold |
| År               | Kmp              | Mål              |
| ---------------- | ---------------- | ---------------- |
| 2011             | 9                | 1                |
| 2012             | 7                | 0                |
| 2013             | 4                | 0                |
| 2014             | 1                | 0                |
| Total            | 21               | 1                |